# Hauts-de-Seine
Hauts-de-Seine (92) je francouzský departement v regionu Île-de-France. Název pochází od řeky Seiny (znamená něco jako „Seinské vrchy“). Sídlem správy je město Nanterre. Celé území se nachází v pařížské aglomeraci a má plně urbanizovaný charakter s vysokou hustotou zalidnění. V jižní části zabírají značnou plochu také parky a příměstské lesy.
Dalšími městy v departementu jsou např. Bagneux, Boulogne-Billancourt, Colombes, Courbevoie, Châtillon, Meudon, Montrouge, Neuilly-sur-Seine, Sceaux nebo Sèvres.

## Historie
Departement vznikl 1. ledna 1968 jako západní podíl historického departementu Seine. Zahrnuje také malou část historického departementu Seine-et-Oise.